# A.I.C.O. Incarnation
A.I.C.O. Incarnation è un original net anime giapponese di fantascienza prodotto dallo studio Bones, distribuito sulla piattaforma di streaming Netflix in tutte le nazioni ove è disponibile il servizio il 9 marzo 2018. Un adattamento manga di Hiroaki Michiaki è stato pubblicato su Monthly Shōnen Sirius a partire dal 25 novembre 2017.

## Trama
Nell'anno 2035, un progetto di ricerca biologica fallisce, dando luogo a un incidente chiamato "Burst" che trasforma Kurobe in un'area soggetta a quarantena perché infestata da organismi sintetici fuori controllo.
Due anni dopo Aiko Tachibana, una studentessa delle superiori, scopre che potrebbe avere una connessione inaspettata con le forme di vita che hanno ucciso i suoi genitori e decide di risolvere il mistero con l'aiuto del compagno di classe Yuya Kanzaki.

## Personaggi
Aiko Tachibana (橘 アイコ?, Tachibana Aiko)
Doppiata in giapponese da Haruka Shiraishi e in italiano da Valentina Pallavicino.
Protagonista della serie, è una ragazza energica e allegra. Dopo aver perso la propria famiglia nel "Burst", rimase ferita mortalmente e il suo cervello venne poi installato in un corpo artificiale. Incontra un nuovo studente appena trasferitosi nella sua scuola, Yuya Kanzaki, e rimane scioccata dalle rivelazioni che lui le fa riguardo alla sua famiglia e al suo corpo. Aiko decide quindi di unire le forze con Yuya per recuperare la propria famiglia.
Yuya Kanzaki (神崎 雄哉?, Kanzaki Yūya)
Doppiato in giapponese da Yūsuke Kobayashi e in italiano da Alessandro Capra.
Un nuovo studente trasferitosi nella scuola di Aiko e altro protagonista della serie dal comportamento più maturo e distaccato. Il giovane racconta ad Aiko la verità riguardo alla sua ricostruzione e entra a far parte dei Divers per raggiungere il Primary Point. Il suo obiettivo è mettere fine al "Burst", ma molti aspetti del personaggio rimangono avvolti dal mistero. Tuttavia, viene rivelato in seguito che la sua vera identità è quella di Toshihide Yura, uno dei dottori e ricercatori dell'istituto di ricerca biotecnica Kiryu che morì all'inizio dell'incidente "Burst" e il cui cervello fu impiantato in un organismo artificiale chiamato il "Duplicate One" da Susumu Kurose, che in qualche modo è riuscita a salvaguardare il corpo di Yura.
Daisuke Shinoyama (篠山 大輔?, Shinoyama Daisuke)
Doppiato in giapponese da Ryota Takeuchi  e in italiano da Raffaele Farina.
È il capo dei Divers e compagno di Shiraishi. Nonostante l'aspetto da duro e intimidatorio, è una persona gentile e dalle buone maniere. Guidato da un forte senso di responsabilità, mette sempre al primo posto rispetto al resto le necessità dei propri compagni di squadra. Ha raccolto la sua squadra in risposta alla richiesta di Kurose.
Maho Shiraishi (白石 真帆?, Shiraishi Maho)
Doppiata in giapponese da Ai Kayano e in italiano da Emanuela Pacotto.
È una dei membri dei Divers e compagna di Shinoyama. Gentile, dolce e affabile, supporta Shinoyama e il resto della squadra con attenzioni meticolose per ogni cosa, a partire dalle operazioni e manutenzioni riguardanti i veicoli sino alla presa di accordi per le scorte di cibo.
Yoshihiko Sagami (相模 芳彦?, Sagami Yoshihiko)
Doppiato in giapponese da Makoto Furukawa e in italiano da Patrizio Prata.
Membro dei Divers e compagno di Kazuki. Un tempo membro dell'unità di forze speciali militari, è dotato di grandi abilità nel combattimento. Ha la capacità di prendere decisioni con calma in base alla situazione e di scegliere l'azione da intraprendere più indicata. Può essere rigoroso talvolta con Kazuki, ma mantiene un comportamento da fratello maggiore carino e premuroso. È capace di usare qualsiasi tipo di arma, da quelle da fuoco a quelle bianche.
Kazuki Minase (水瀬 一樹?, Minase Kazuki)
Doppiato in giapponese da Taishi Murata e in italiano da Tommaso Zalone.
Membro dei Divers e compagno di Sagami. Mentre è ancora un nuovo arrivato nel gruppo, cerca di sopperire alla propria mancanza di esperienza con spirito d'iniziativa ed entusiasmo. Usa il proprio talento nell'elettronica per aiutare il proprio compagno Sagami. Ha una mano destra protesica basata su una forma di vita tecnologica artificiale.
Haruka Seri (芹 遙香?, Seri Haruka)
Doppiata in giapponese da Kaori Nazuka e in italiano da Alessandra Karpoff.
Membro dei Divers e compagna di Kaede, è bella, intelligente e dal sangue freddo. Prima del "Burst", è stata ricercatrice di forme di vita artificiale. Esperta di equipaggiamenti scientifici, preferisce seguire tattiche efficaci che basarsi sulle proprie esperienze precedenti, in netto contrasto con la fiducia riposta dalla propria compagna Kaede nel suo intuito. Mostra forte interesse nella "materia maligna".
Kaede Misawa (三沢 楓?, Misawa Kaede)
Doppiata in giapponese da M.A.O e in italiano da Giulia Bersani.
Membro dei Divers e compagna di Haruka. Gode di eccezionali abilità fisiche e di sensi simili a quelli degli animali. È specializzata nei combattimenti ravvicinati e nel preventivare gli attacchi. Le sue parole sono spesso dirette e impulsive, rendendola agli occhi altrui una persona piuttosto superficiale o alquanto sconsiderata e approssimativa.
Susumu Kurose (黒瀬 進?, Kurose Susumu)
Doppiato in giapponese da Tōru Ōkawa  e in italiano da Lorenzo Scattorin.
È uno dei ricercatori di forme di vita artificiale presso all'istituto per la ricerca biotecnica Kiryu e sviluppatore della tecnologia di "Assembramento cellulare". Dalla personalità accomodante e spensierata, è però disposto a prendersi dei rischi per raggiungere i propri obiettivi. Provvede a dare una mano a Yuya e Aiko restando al di fuori dell'area. Lui e Isazu hanno frequentato l'università nello stesso anno, mentre Nanbara era un anno avanti rispetto a loro.
Kyōsuke Isazu (伊佐津 恭介?, Isadzu Kyōsuke)
Doppiato in giapponese da Takehito Koyasu e in italiano da Claudio Moneta.
Capo dell'ospedale Kiryu e il dottore che si occupa di curare Aiko. Come Kurose, ha fatto parte del gruppo di ricercatori dell'istituto per la ricerca biotecnica Kiryu. In qualità di ricercatore di forme di vita artificiali, ha sviluppato la tecnologia "nanostrutture carboniche". La sua unica figlia, Yuzuha, si trova in coma in seguito ad un incidente e Isazu si trova a combattere contro la propria incapacità di trovare un modo per curarla.
Akiko Nanbara (南原 顕子?, Nanbara Akiko)
Doppiata in giapponese da Atsuko Tanaka e in italiano da Maddalena Vadacca.
Capo dell'ufficio di risposta del CAAC (Agenzia di Controllo delle Creature Artificiali) e figura centrale nell'ambito degli sforzi fatti dal governo per promuovere la tecnologia delle forme di vita artificiali. Contribuisce nei tentativi fatti per recuperare i risultati delle ricerche passate situati ancora nell'area infestata dalla "materia maligna". Ha conosciuto Isazu e Kurose ai tempi dell'università.

## Produzione
Il servizio di streaming via Internet Netflix annunciò la serie durante il proprio evento "Netflix Anime Slate 2017" il 2 agosto 2017 e rivelò la propria intenzione di distribuirla in contemporanea mondiale nel corso della primavera 2018. L'annuncio fu fatto come parte del piano di Netflix per introdurre molti più contenuti originali all'interno della piattaforma nel corso del 2018, tra cui 30 nuove serie anime. La serie è stata diretta da Kazuya Murata presso lo studio d'animazione Bones. Diverso tempo prima dell'annuncio, Bones registrò con largo anticipo il marchio relativo a questo anime il 27 aprile 2017, dichiarando che sarebbe stato legato ad anime, giochi e merchandising.
L'anime è scritto da Yuuichi Nomura con i personaggi delineati dal fumettista Hanaharu Naruko. Il direttore capo all'animazione Satoshi Ishino ha adattato il design dei personaggi per poterli animare. Gli altri membri della squadra incaricata di delineare l'aspetto di personaggi e ambientazioni ha incluso Tomoaki Okada per il soggetto, Takeshi Takakura per gli elementi meccanici e Kazuhiro Miwa per ogni altro design. Junichi Higashi è accreditato come art director, mentre Reiko Iwasawa come color key artist e Kōki Ōta come direttore del reparto CGI. Hikaru Fukuda è il direttore della fotografia, mentre Kumiko Sakamoto è l'editor di questo anime. UTAMARO Movement ha prodotto i suoni di sottofondo sotto la direzione di Jin Aketagawa, con gli effetti sonori creati da Tomoji Furuya.
Le musiche della serie sono state composte da Taro Iwashiro e prodotte da Lantis. La sigla di apertura "A.I.C.O." è interpretata dalla cantante nipponica True, mentre il brano di chiusura Michi no kanata (未知の彼方?) è cantato da Haruka Shiraishi, doppiatrice nell'anime di Aiko Tachibana.

## Episodi
| Nº | Titolo italiano Giapponese 「Kanji」 - Rōmaji | In onda      | In onda      |
| Nº | Titolo italiano Giapponese 「Kanji」 - Rōmaji | Giapponese   | Italiano     |
| 1  | Contatto 「接触」 - Sesshoku                  | 9 marzo 2018 | 9 marzo 2018 |
| 2  | Obiettivo 「標的」 - Hyōteki                  | 9 marzo 2018 | 9 marzo 2018 |
| 3  | Decisione 「決断」 - Ketsudan                 | 9 marzo 2018 | 9 marzo 2018 |
| 4  | L'incontro 「遭遇」 - Sōgū                    | 9 marzo 2018 | 9 marzo 2018 |
| 5  | Memoria 「記憶」 - Kioku                      | 9 marzo 2018 | 9 marzo 2018 |
| 6  | Risveglio 「覚醒」 - Kakusei                  | 9 marzo 2018 | 9 marzo 2018 |
| 7  | La svolta 「突破」 - Toppa                    | 9 marzo 2018 | 9 marzo 2018 |
| 8  | La strada 「行路」 - Kōro                     | 9 marzo 2018 | 9 marzo 2018 |
| 9  | La verità 「真実」 - Shinjitsu                | 9 marzo 2018 | 9 marzo 2018 |
| 10 | Volontà 「選択」 - Sentaku                    | 9 marzo 2018 | 9 marzo 2018 |
| 11 | Devozione 「矜持」 - Kyōji                    | 9 marzo 2018 | 9 marzo 2018 |
| 12 | Reincarnazione 「再生」 - Saisei              | 9 marzo 2018 | 9 marzo 2018 |